# Oswald Kendall
Oswald Kendall (* 4. Quartal 1880 in Chorlton-on-Medlock, heute Stadtteil von Manchester; † 1. Quartal 1957 in London) war ein englischer Schriftsteller, der zumeist für junge Leser in den USA schrieb.

## Leben
Mit seinen Eltern John und Agnes geborene Murray aus Manchester wanderte er als Elfjähriger 1892 in die USA aus. Er soll dort verschiedene Berufe ausgeübt haben und kehrte mit den Eltern 1902 zurück.
Im Mai 1915 meldete er sich seinem Motto „Go, look, and see“ gemäß zur Armee und war bis zum Ende des Ersten Weltkriegs Frontsoldat. Am 1. Juli 1916 wurde er in der Schlacht an der Somme verwundet und verbrachte mehrere Monate in einem Londoner Lazarett. 1917 geriet er in deutsche Kriegsgefangenschaft. Nach dem Krieg lebte er in London, wo er 1919 Kate Orton heiratete. Sie starb 1933; Kinder sind nicht belegt.
Kendall veröffentlichte mehrere Romane und schrieb für die US-amerikanische Zeitschrift Youth Companion sowie englische Magazine wie Boy's Own Paper. Seine Bücher wurden als Abenteuergeschichten für Jungen betrachtet.

## Werke
- Captain Hawks: Master Mariner. A story of the sea, told by George Henry Grummet, mate of the schooner Effie Dean, London, Stanley Paul & Co., 1912.
- Captain Protheroe's fortune;a story of the sea as told to the author by George Henry Grummet, mate of the Schooner Effie Dean, Chicago, A.C. McClurg, 1913.
- The romance of the Martin Connor, Boston, New York, Houghton Mifflin Company, 1916, zuvor als Serie in The Youth Companion[10]
- The Stormy Petrel. A novel, Boston, New York, Houghton Mifflin Company, 1925.
- The Missing Island. A novel. Boston, New York, Houghton Mifflin Company, 1926.
- Simmonds of the Schooner “Lucy Anne”. A novel. London, New York, T. Nelson, 1926.
- The voyage of the Martin Connor, Boston, New York, Houghton Mifflin Company, 1931 (entspricht The romance ... von 1916)

## Belege
1. ↑  Personenstands-Datenbank s. v. Oswald Kendall, abgerufen am 10. August 2011
2. ↑  Who was who among English and European authors, 1931–1949. Bd. 2, Detroit 1978
3. ↑  Ellis Island Einwanderer-Datenbank s. v. John Kendall, 26. September 1892, abgerufen am 9. August 2011
4. ↑  The Writer. Band 28, 1916, S. 138 f.
5. ↑  The Writer. Band 28, 1916, S. 138
6. ↑  The Bookseller, Newsdealer and Stationer. 15. Februar 1918, S. 164. – New York Times book review and magazine. 30. Dezember 1917, S. 584
7. ↑  Who was who among English and European authors, 1931–1949, Bd. 2, s.v. Kendall, Detroit 1978
8. ↑  William O. Lofts, The men behind boy's fiction, London 1970, S. 212
9. ↑  The New Age, Band 11 (1912), S. 546, mit Autorenname Kendal (PDF-Datei; 5,38 MB). - The Dial, Band 61 (1916), S. 352. - The Boys' and Girls' Readers 6 (1919), S. 201. - Literature in the Junior High School, Band 1, Boston, New York 1926, S. 364
10. ↑  The Writer, Band 28 (1916), S. 138

| Personendaten    | Personendaten                           |
| ---------------- | --------------------------------------- |
| NAME             | Kendall, Oswald                         |
| ALTERNATIVNAMEN  | Kendal, Oswald                          |
| KURZBESCHREIBUNG | englischer Schriftsteller               |
| GEBURTSDATUM     | zwischen Oktober 1880 und Dezember 1880 |
| GEBURTSORT       | Chorlton-on-Medlock, heute Manchester   |
| STERBEDATUM      | zwischen Januar 1957 und März 1957      |
| STERBEORT        | London                                  |